# 太白壁虎
太白壁虎（学名：Gekko taibaiensis）为壁虎科壁虎属的爬行动物。其种加词“taibaiensis”意为“太白山的”。在中国大陆，分布于陕西等地，喜生活在墙上高而暗处。该物种的模式产地在陕西太白。

## 保护
本种于2023年被收录入《有重要生态、科学、社会价值的陆生野生动物名录》。